# Marmeleiro
Marmeleiro este un oraș în Paraná (PR), Brazilia.